# Angyal László (zeneszerző)
Angyal László, született Neurath Ignác (Budapest, 1900. március 5. – 1979. október 10.) zeneszerző, karnagy, hegedűművész.

## Élete
Neurath Dávid Ármin (1860–1904) posztókereskedő és Erber Rozália (1869–1949) fia. Édesapját fiatalon elvesztette, majd édesanyja ismét férjhez ment. Nevelőapja dr. Angyal Ödön (1878–1926) ügyvéd volt. Tanulmányait a budapesti Zeneművészeti Főiskolán kezdte, majd a berlini Hochschulén és a párizsi Konzervatóriumban folytatta. Mint hangversenyző hegedűművész évekig koncertezett Európa-szerte, ebből hat éven át a francia fővárosban, ám kézsérülése miatt át kellett térnie a karmesteri pályára. Egyike volt azon külföldi művészeknek, akik az újonnan felállított rádióban szerepelhettek. A párizsi rádió és Theatre Femina karmestere, majd az angol Douphone gramofongyár zenei vezetője volt. A magyar hangosfilmgyártás megindulásakor megszervezte a Hunnia Filmgyár teljes zenei apparátusát és a Hunnia zenei vezetője lett. Később a párizsi Osso filmgyár zenei igazgatójaként dolgozott.
Az Osso céget ő hozta össze Fejős Pállal a hangosfilm kezdetén. 1939-ig számos magyar film zeneszerzője volt, de még a háború utolsó évében bemutatott Aranyóra című film zenéjét is ő szerezte. Külföldön is sikeres volt: a Symphonie de Budapest című filmje párizsi nagydíjat, egyik Bolváry-filmje velencei nagydíjat nyert.
Első házastársa Benedek (Schwarcz) Margit (1896–1944) volt, akit 1924. május 6-án Budapesten, a Terézvárosban vett nőül. Második felesége Ladomerszky Margit színésznő volt.

## Filmjei

### Zeneszerző
- Egri csillagok (1923)
- A kék bálvány (1931)
- Vadorzók (1931, rövidfilm)
- Csókolj meg, édes! (1932, Sándor Jenővel)
- Piri mindent tud (1932)
- Tavaszi zápor (1932, Vincent Scotto-val)
- A repülő arany (1932)
- Budapest szimfóniája (Symphonie de Budapest, 1932, rövid)
- Kísértetek vonata (1933)
- Egy éj Velencében (1934, magyar-német)
- A sárga csikó (1936)
- A falu rossza (1938)
- A piros bugyelláris (1938)
- Álomsárkány (1939)
- Aranyóra (1945)

### Zenei vezető
- Hyppolit, a lakáj (1931, magyar-német)
- Ida regénye (1934)

### Szereplő
- Egri csillagok (1923) - a hóhér